# ادمن شهبازیان
ادمن شهبازیان (ارمنی: Էդմեն Շահբազյան؛ زادهٔ ۲۰ نوامبر ۱۹۹۷) ورزشکار هنرهای رزمی ترکیبی اهل ایالات متحده آمریکا است. وی از سال ۲۰۱۷ میلادی تاکنون مشغول فعالیت بوده‌است.